# GiveWell
GiveWell — некоммерческая организация, занимающаяся оценкой эффективности благотворительных организаций и фокусирующаяся на эффективном альтруизме.
GiveWell учитывает в первую очередь эффективность по затратам — то, насколько большой эффект (измеряемый в количестве спасенных жизней, улучшении качества жизни и т. д.) оказывает деятельность благотворительной организации относительно количества пожертвованных ей денег. Другие организации, занимающиеся оценкой благотворительности, обычно используют более традиционные метрики — например, какая доля пожертвованных денег уходит на накладные расходы. Списки лучших благотворительных организаций по версии GiveWell рекомендует в своей книге «Ум во благо» (англ. «Doing Good Better») английский философ и специалист по этике Уильям Макаскилл. Каждый год GiveWell рекомендует несколько наиболее эффективных благотворительных организаций, в которые стоит жертвовать деньги. По состоянию на апрель 2016 года в этот список входили Against Malaria Foundation, GiveDirectly, Schistosomiasis Control Initiative и Deworm the World Initiative.

## Принципы выбора благотворительных организаций
GiveWell ставит своей целью не оценку как можно большего количества благотворительных организаций, а старается найти самые эффективные, проанализировать их состояние и перспективы и предоставить читателям список лучших благотворительных организаций по четырём характеристикам:
- есть ли свидетельства, что данная благотворительная деятельность приносит пользу
- эффективность относительно затрат
- прозрачность
- масштабируемость — насколько эффективно организация сможет использовать больше денежных средств[11][12]

## Списки лучших благотворительных организаций

### 2015
1. Against Malaria Foundation
2. Schistosomiasis Control Initiative
3. Deworm the World Initiative
4. GiveDirectly

Кроме составления списка, GiveWell по просьбе благотворительного фонда Good Ventures предоставляет рекомендации о том, каким благотворительным организациям стоит предоставить какие гранты. Good Ventures последовал рекомендациям и предоставил гранты:
- Against Malaria Foundation — $22,8 млн
- Deworm the World — $10,8 млн
- GiveDirectly — $9,8 млн
- SCI — $1 млн
- Остальным организациям из списка — по $250 тыс.

### 2014[15]
1. Against Malaria Foundation
2. Schistosomiasis Control Initiative — в 2014 объявлена одной из лучших благотворительных организаций 4-й год подряд[16].
3. Deworm the World Initiative

Good Ventures последовал рекомендациям GiveWell и выплатил гранты общей суммой $14,25 млн лучшим благотворительным организациям.

### 2013
В этом году GiveWell не нумеровала лучшие благотворительные организации.
- GiveDirectly
- Schistosomiasis Control Initiative
- Deworm the World Initiative